# La Morra (Italia)
La Morra es una localidad y comune italiana de la provincia de Cuneo, región de Piamonte, con 2.726 habitantes.

## Evolución demográfica
| Gráfica de evolución demográfica de La Morra entre 1861 y 2001 |
|                                                                |
| Fuente ISTAT - elaboración gráfica de Wikipedia                |